# Finow (Oberbarnim)
Finow is een plaats in de Duitse gemeente Eberswalde, deelstaat Brandenburg.

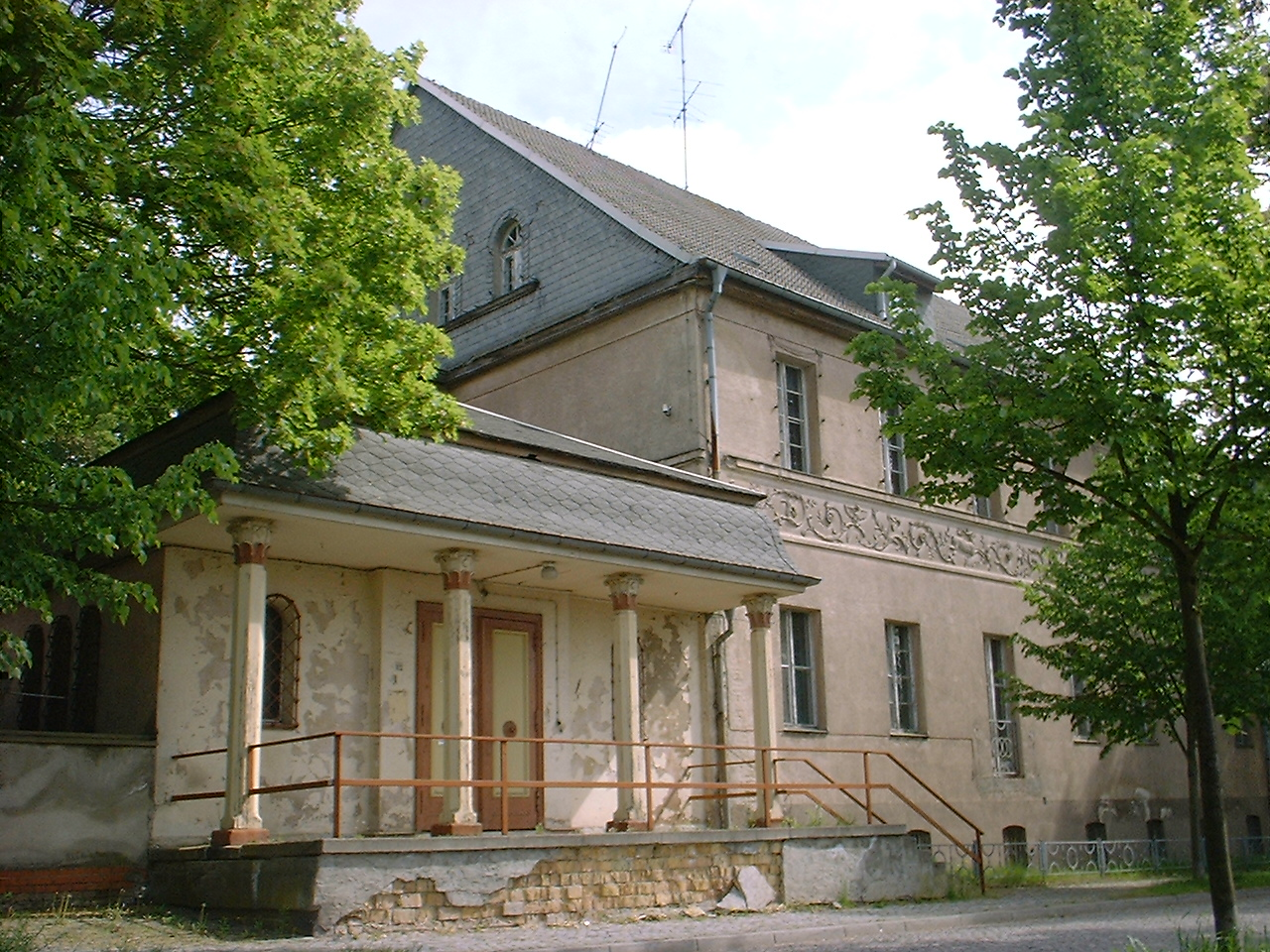
Villa

## Schat van Eberswalde
Bouwvakkers stootten op 16 mei 1913 op het terrein van de voormalige messingfabriek van Aron Hirsch op de grootste schat die ooit in Duitsland werd gevonden. Een grote hoeveelheid gouden sieraden en andere voorwerpen waren begraven in een eveneens gouden pot. Carl Schuchhardt, directeur van de prehistorische afdeling van het Königliches Museum für Völkerkunde in Berlijn, stelde vast dat het ging om een schat uit de tiende of negende eeuw v.Chr. die behoorde tot de Late Bronstijdcultuur, bekendstaand als Lausitzcultuur.
Hirsch kocht de bouwvakkers af in contanten en schonk de schat aan de Duitse keizer, die haar in bruikleen gaf aan het Königliches Museum für Völkerkunde. In 1942 verborg dat de schat met andere archeologische kostbaarheden in de Tiergarten, vanwaar de Russen haar in 1945 wegroofden. Ze wordt sindsdien tentoongesteld in Sint-Petersburg en het Berlijnse museum moet het doen met een replica.